# Стеррет (Алабама)
Стеррет (англ. Sterrett) — переписна місцевість (CDP) в США, в окрузі Шелбі штату Алабама. Населення — 706 осіб (2020).

## Географія
Стеррет розташований за координатами 33°26′32″ пн. ш. 86°27′40″ зх. д. / 33.44222° пн. ш. 86.46111° зх. д. (33.442198, -86.461045). За даними Бюро перепису населення США в 2010 році переписна місцевість мала площу 61,06 км², з яких 59,38 км² — суходіл та 1,68 км² — водойми.

## Демографія
Згідно з переписом 2010 року, у переписній місцевості мешкало 712 осіб у 293 домогосподарствах у складі 211 родини. Густота населення становила 12 особи/км². Було 367 помешкань (6/км²).
Расовий склад населення:
| - 94,7 % — білих - 3,9 % — чорних або афроамериканців |

До двох чи більше рас належало 1,1 %. Частка іспаномовних становила 0,7 % від усіх жителів.
За віковим діапазоном населення розподілялося таким чином: 19,4 % — особи молодші 18 років, 60,9 % — особи у віці 18—64 років, 19,7 % — особи у віці 65 років та старші. Медіана віку мешканця становила 48,4 року. На 100 осіб жіночої статі у переписній місцевості припадало 114,5 чоловіків; на 100 жінок у віці від 18 років та старших — 109,5 чоловіків також старших 18 років.
Середній дохід на одне домашнє господарство становив 43 336 доларів США (медіана — 31 410), а середній дохід на одну сім'ю — 49 691 долар (медіана — 46 563). За межею бідності перебувало 8,5 % осіб, у тому числі 0,0 % дітей у віці до 18 років та 0,0 % осіб у віці 65 років та старших.
Цивільне працевлаштоване населення становило 196 осіб. Основні галузі зайнятості: виробництво — 28,6 %, мистецтво, розваги та відпочинок — 15,8 %, освіта, охорона здоров'я та соціальна допомога — 15,3 %.